# کت (فیلم)
کت (انگلیسی: Coat) فیلم هندی درام هندی-زبان است که در سال ۲۰۲۳ به اکران درآمد و کارگردان آن آکشی دیتی بود. این فیلم توسط پینو سینگ، آرپیت گارگ، کومار آبیشک و شیو آریان ساخته شد. بازیگران اصلی سانجی میشرا، ویوان شاه، پوجا پاندی و سونال جیها هستند. فیلم در روز ۲۶ مهٔ ۲۰۲۳ اکران شد.